# آنتونینو لو سوردو
آنتونینو لو سوردو (ایتالیایی: Antonino Lo Surdo؛ زاده ۴ فوریهٔ ۱۸۸۰ درگذشته ۷ ژوئن ۱۹۴۹) یک فیزیک‌دان اهل ایتالیا بود.